# Heliconius medicocydno
Heliconius medicocydno är en fjärilsart som beskrevs av Heinrich Neustetter 1907. Heliconius medicocydno ingår i släktet Heliconius och familjen praktfjärilar. Inga underarter finns listade i Catalogue of Life.